# 4104 Alu
4104 Alu је астероид главног астероидног појаса чија средња удаљеност од Сунца износи 2,543 астрономских јединица (АЈ).
Апсолутна магнитуда астероида је 12,5.